# 関西ラブストーリー
関西ラブストーリー（かんさいラブストーリー）はABCテレビ（朝日放送）にて2001年4月から2002年3月まで毎週平日の18:54 - 19:00に放送されていた番組である。毎週女性が近畿地方の旅や思い出の場所を作るドキュメンタリーであった。

## 主な出演者
- マナカナ（2001年5月28日 - 6月1日）
- 市田ひろみ（2001年10月15日 - 19日）

## スタッフ
- 制作著作 ABC
- 制作協力 ABCリブラ

| ABCテレビ 平日19時前のミニ番組 | ABCテレビ 平日19時前のミニ番組 | ABCテレビ 平日19時前のミニ番組              |
| 前番組                         | 番組名                         | 次番組                                      |
| ------------------------------ | ------------------------------ | ------------------------------------------- |
| 不明                           | 関西ラブストーリー             | 歴史街道 ～ロマンへの扉～ （21:54から移動） |

| スタブアイコン | サブスタブ | この項目は、まだ閲覧者の調べものの参照としては役立たない、テレビ番組に関連した書きかけの項目です。この項目を加筆・訂正などしてくださる協力者を求めています（P:テレビ/PJ:放送または配信の番組）。 |